# 岩瀬成子
岩瀬 成子（いわせ じょうこ、1950年（昭和25年）8月25日 - ）は、日本の児童文学作家。山口県玖珂郡玖珂町出身。山口県岩国市在住。

## 来歴
山口県立岩国商業高等学校卒業後、公務員として働く。今江祥智の講演を聞いて、京都の聖母女学院短期大学の聴講生として児童文学を学ぶ。1975年、岩国に帰郷後、在住。1977年岩国市内の「ほびっと」をモデルにした作品でデビュー。
1978年『朝はだんだん見えてくる』で日本児童文学者協会新人賞を受賞。『「うそじゃないよ」と谷川くんはいった』で産経児童出版文化賞、小学館文学賞、IBBYオナーリスト賞を受賞、『ステゴザウルス』『迷い鳥とぶ』で路傍の石文学賞を受賞。2008年、『そのぬくもりはきえない』で日本児童文学者協会賞を受賞。2014年、『あたらしい子がきて』で野間児童文芸賞、JBBY賞、IBBYオナーリスト賞を受賞。2015年、『きみは知らないほうがいい』で産経児童出版文化賞大賞を受賞。2021年、『もうひとつの曲がり角』で坪田譲治文学賞を受賞。2022年、『わたしのあのこあのこのわたし』で児童福祉文化賞を受賞。2022年、2024年、JBBYより国際アンデルセン賞に推薦され、JBBY賞を受賞。『真昼のユウレイたち』が2024年ミュンヘン国際児童図書館「ホワイト レイブンズ」に選ばれる。
周囲の人々との関係に揺れて自分を探る子どもの姿を描くのを得意としている。

## 著書
- 『朝はだんだん見えてくる』理論社、1977
- 『わたしねこ』理論社、1979
- 『小さな獣たちの冬』小学館、1980
- 『アトリエの馬』学校図書、1981
- 『額の中の街』理論社、1984
- 『あたしをさがして』理論社、1987
- 『ポケットのなかの<エーエン>』理論社、1988
- 『日曜日の手品師』教育画劇、1989
- 『「うそじゃないよ」と谷川くんはいった』PHP研究所、1991
- 『アイスクリーム・ドリーム』理論社、1991
- 『もうちょっとだけ子どもでいよう』理論社、1992
- 『子どもたちの森』あかね書房、1993
- 『迷い鳥とぶ』理論社、1994
- 『ステゴザウルス』マガジンハウス、1994
- 『イタチ帽子』文渓堂、1995
- 『どうぶつふうせん』ほるぷ出版 1996.7
- 『やわらかい扉』ベネッセコーポレーション、1996
- 『アルマジロのしっぽ』あかね書房、1997
- 『夜くる鳥』PHP研究所、1997
- 『大きい家 小さい足』理論社、1997
- 『金色の象』偕成社、2001
- 『二十歳だった頃』晶文社 2002.11
- 『さらわれる』BL出版 2002.9
- 『月夜の誕生日』金の星社 2004.3
- 『となりのこども』理論社 2004.12
- 『かくれんぼ』福音館書店　月刊たくさんのふしぎ 2005
- 『小さな小さな海』理論社 2005.7
- 『そのぬくもりはきえない』偕成社 2007.11
- 『「さやか」ぼくはさけんだ』佼成出版社 2007.12
- 『だれかないてる』佼成出版社 2008.3
- 『白雪姫』フェリシモ 2008
- 『ねずみじょうど』フェリシモ 2008
- 『オール・マイ・ラヴィング』ホーム社 2010.1
- 『まつりちゃん』理論社 2010
- 『だれにもいえない』毎日新聞社 2011
- 『ピース・ヴィレッジ』偕成社 2011
- 『なみだひっこんでろ』岩崎書店 2012.5
- 『とっとこトマちゃん』WAVE出版 2013
- 『あたらしい子がきて』岩崎書店 2014.1
- 『くもりときどき晴レル』理論社 2014
- 『きみは知らないほうがいい』文研出版 2014
- 『ともだちってだれのこと』佼成出版 2015
- 『ぼくが弟にしたこと』理論社 2015
- 『マルの背中』講談社 2016
- 『ちょっとおんぶ』講談社 2017
- 『春くんのいる家』文渓堂 2017
- 『ともだちのときちゃん』フレーベル館 2017
- 『地図を広げて』偕成社 2018
- 『もうひとつの曲り角』講談社 2019
- 『おとうさんのかお』佼成出版 2020
- 『ネムノキをきらないで』文研出版 2020
- 『わたしのあのこあのこのわたし』PHP研究所 2021
- 『ひみつの犬』岩崎書店 2022
- 『ジャングルジム』ゴブリン書房 2022
- 『ひとりかもしれない』フレーベル館 2023
- 『真昼のユウレイたち』偕成社 2023
- 『ぼくのねこポー』PHP研究所 2024
- 『まだら模様の日々』かもがわ出版 2024
- 『わだかまってばかり日記－本と共に－』理論社 2025
- 『わたし、わかんない』講談社 2025

## 『朝はだんだん見えてくる』

### 概要
デビュー作。1977年、初版が理論社から刊行。1978年、日本児童文学者協会新人賞を受賞。イラストは長新太。1980年9月10日〜16日、劇団民藝により劇化されて、東京・砂防会館ホール公演（脚本＝大橋喜一、演出＝高橋清祐、出演＝日色ともゑ ほか）。2005年新版が理論社から刊行。

### あらすじ
米軍基地のある町に住む中学3年生の奈々の夏休みから2学期の終わりまでの成長や模索を描いている。ジャズ喫茶で知り合った少年のオートバイに乗って街を駆け抜けたり、反戦喫茶に出入りしたり、基地反対デモに参加したりするなどして、親、教師ら大人とのギャップに苦しみながら、自分らしい生き方を探す。

### 解説
作品の中に描かれた反戦喫茶は、1972年頃、ベ平連の活動家が経営していたという実在の喫茶店「ほびっと」をモデルにしている。作者は実際にこの喫茶店に出入りし、その体験からこの作品を生み出した。